# 波小僧

鳥取県境港市・水木しげるロードに設置されている「浪小僧」の銅像。

静岡県御前崎市・浜岡砂丘に設置されている「波小僧」の石像。

静岡県浜松市中央区、舞阪宿松並木公園に設置されている「浪小僧」の石像。

波小僧（なみこぞう）は、遠江国（静岡県西部）一帯に伝わる妖怪。遠州七不思議の一つに数えられる。浪小僧と表記される場合もある（読みは同じ）。

## 概要
遠州七不思議における波小僧の伝承は以下のようなものである。
奈良時代の僧・行基が年老いた母の快癒を祈願して2体の藁人形を作り、田植えをさせた。行基は田植えを終えた藁人形に読経を聞かせた後、風雨の災害が起きる時は必ず事前に人々へ知らせるよう言い聞かせて久留女木川（都田川の旧称）へ流した。藁人形のうち1体は海へ流れ着き、漁師が仕掛けておいた網に引っかかる。海から引き上げられた波小僧は漁師に命乞いをし、助けてくれれば波の音で天気を知らせると約束する。漁師は波小僧を網から解放し、波小僧は海の向こうへ姿を消した。こうして遠州灘の波の音は「雷三里、波千里」と呼ばれる地鳴りに似た独特の響きを持つようになり、漁師たちは波の響きが南東から聞こえれば雨、逆に南西から聞こえれば晴れと知ることが出来るようになった。
また、浜松市中央区曳馬には別の伝承が残されている。
少年が田植えをしていると、親指大の波小僧が顔を出した。波小僧は大雨の日に海から陸に上がって遊んでいたが日照り続きで海へ帰れなくなったと言い、気の毒に思った少年は波小僧を海へ帰してやる。その後も日照りのため不作が続き、少年が途方に暮れて海辺に立っていると波小僧が現れる。波小僧は少年に恩返しをすると言い、雨乞いの名人である父親に頼んで雨を降らせると約束する。そして、波の響きが南東から聞こえれば雨が降る合図だと言い残して海の向こうへ帰って行き、それから間もなく南東から波が響いて雨が降り田畑が潤った。それ以後、農民は波小僧の知らせで事前に天気を知ることが出来るようになった。

## 考察
この波小僧の伝説は、静岡県女子師範学校の編集による『静岡県伝説昔話集』で紹介されたことで知られるようになったが、同書には類似する以下のような話がある。
- 弘法大師が和地山大山にいた頃、付近を荒らすイノシシを脅すために麦藁人形を作った。イノシシを退治した後、人形たちが「今より後は人々に雨風を知らせん」と言ったので、人形たちを遠州灘に入れた。その後、天気が悪化するときには波の音が立つようになった[1]。
- 秋葉神社の建設時、藁人形が労働力として用いられた。人形たちはよく働き、その年は大豊作となった。仕事が終わって人形たちを川に流さなければならなくなったとき、人々はこれを惜しみ、その後も豊作になるよう天気の具合を教えてほしいと頼んだ。以来、海の鳴る音で天気を知ることができるようになった[1]。

これらには水と人形という点が共通しているが、水の妖怪として知られる河童もまた、労働力として作られた人形が河童に変じたという伝説があることから、波小僧もまた河童の一種とする説がある。
妖怪漫画家・水木しげるの著書の中には、浪小僧を神様に近い河童と解説しているものもある。また、民話では海坊主ともされる。
民俗学者・千葉徳爾による論文「田仕事と河童」では、天竜川中流の山間部に、河童が農作業を手伝ったという伝承や昔話が多いことが報告されているが、波小僧もまた天竜川一帯の伝承として、それらにあてはまるとの見方もある。

## 雑記
波小僧の伝承は旧遠江国一帯で広く親しまれており、浜岡砂丘の入り口と舞阪町（浜松市中央区）にはそれぞれ「波小僧の像」が建立されている他、JA遠州夢咲の「波小僧みそ」や菓子「波の音」を始め波小僧をモチーフにした商品や土産物も多数作られている。
また、1996年に環境庁が選定した「日本の音風景100選」に「遠州灘の海鳴 波小僧」として選ばれている。